# Cocktail Afxentiou
O cocktail Afxentiou foi uma arma explosiva e incendiária utilizada pela EOKA em Chipre, na sua campanha armada contra os britânicos (1954-59). O seu nome deriva de Grigoris Afxentiou, o número dois da EOKA.
O cocktail Afxentiou consistia numa garrafa com uma mistura explosiva, e com um tubo de ensaio com ácido introduzido no gargalo, fechado com uma rolha embebida em parafina; dentro da rolha e ao longo do tubo era enfiada uma vareta, com um peso de chumbo em cima, que quando baixasse partiria o tubo pondo o ácido em contacto com a substância explosiva.